# 토마스와 마법 기차
《토마스와 마법 기차》(영어: Thomas And The Magic Railroad)는 2000년 영국의 애니메이션, 가족 영화이다.

## 요약

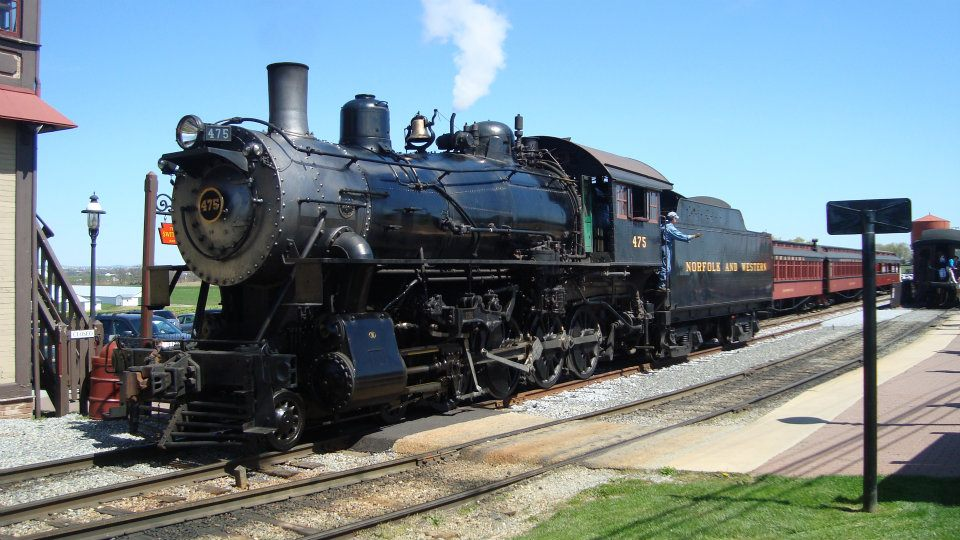
펜실베니아에서 로케신에서 사용된 노퍽 앤드 웨스턴 철도 475号機 (저장 철도의 ストラスバーグ鉄道 소속)

텔레비전 시리즈 '토마스와 친구들'의 성공으로 이 프로그램의 프로듀서, 브리트니 알크로프트는 인기를 틈타 할리우드 스타와 기관차들이 등장하는 장편 영화로 제작되었다.  본작 제작 당시 TV 시리즈 미국 버전에서 내레이터를 맡고 있던 알렉 볼드윈이 주연으로 출연했으며, 피터 폰다와 마틸다에 출연한 아역 배우 마라 윌슨 등 유명 배우들이 출연했다.
텔레비전 시리즈와는 달리, 토마스 우리가 일하는 소도어 섬 과 사람들이 사는 세상에는 차이가 있으며, 본작은 그 두 세계를 연결하는 '마법의 선로'를 중심으로 이야기가 전개된다. "토마스"의 작품으로서는 처음 이 세계 설정이 채택되었지만, 이 설정에 대한 위화감 등에서 본 작품은 흥행 실패라는 결과로 끝나고 소도어 섬과 또 다른 세계라는 설정 세계관은 이후 TV 시리즈 및 다음 장편 작품 이후 사용되는 일은 없었다.  그러나, 2009년 무렵에 본 작품과 세계관이 유사한 '토마스와 친구들'의 실사 영화 제작 계획이 발표되었지만, 사실상 제작이 중단되었다.

## 줄거리
토팜 햇 사장님 이 잠시 소도어 섬 을 떠나게 되어 또 다른 세계인 머플 마운틴이라는 곳에서 샤이닝 타임 스테이션에서 일하고 있는 차장님이 대리로 섬에 오게 되었다. 증기 기관차들은 그를 환영하지만, 흉악한 디젤 10이 소도어 섬으로 돌아와 있었다.  그는 버넷이 소유하는 마법의 선로를 달리는 전설의 증기 기관차 레이디를 다치게 한 과거가 있고, 소도어 섬의 기관차들에 두려움의 대상이 되었다.  디젤 10을 통제할 수 있는 것은 차장님뿐이었지만, 소도어 섬과 샤이닝 타임 역을 넘나드는 데 필요한 '마법의 가루'가 바닥나 궁지를 맞이하고 만다.  마법이 사라진 것으로 샤이닝 타임 역과 소도어 섬이 치명적인 상황이 될 것이 두려워 차장님은 마법의 가루를 샅샅이 뒤졌지만, 결국 찾지 못해 사촌 주니어를 불렀다.  그러나 머플 산에 있는 버넷의 집에 와 있던 손녀 릴리가 주니어와 함께 소도어 섬에 온 것으로 상황이 바뀌기 시작한다.

## 제작

### 기원 및 개발
1980년대 후반 브리트니 올 크로프트는 "토마스"의 미국 진출, 투자 사업의 확대와 동시에 미국에서 '토마스와 친구들'을 방영하기 위한 틀을 획득할 목적으로 유아용 프로그램 ' 샤이닝 타임 스테이션 "을 PBS용으로 기획, 제작했다. 이 프로그램은 1989년에 방영이 시작되면 제미니 상을 받는 등 높은 평가와 인기를 얻는 데 성공, 1994년에 브릿 '샤이닝 타임 스테이션'과 '토마스와 친구들'을 주체로 한 극장 영화 작품의 제작을 지휘했다.
그 후 브릿 파라마운트 픽쳐스의 부회장이었던 배리 런던과 팀을 이루어, 본작의 제작이 시작되었다 .  TV 시리즈 촬영에 사용되는 영국의 촬영소 '쉐 파톤 스튜디오 "와 미국에서 촬영을 할 것을 전제로 제작 계획이 진행되어 1996년 무렵에 브리트니가 각본을 다 썼다. 공개시기는 1997년 발표 된다고 했다. 그런데 그 배리가 파라마운트 사를 퇴직한 것으로 본작의 계획은 보류된다.
1998년에 브릿 맨섬 영화위원회가 맨 섬에서 영화 촬영에 대하여 세제 혜택 제도를 마련하고 있는 것을 알고, 동시에 배리가 데스티 네이션 휘루무즈 회장에 취임한 것으로부터 목적지 사가 본 작품의 간사 제작 회사이며 계획을 다시 한다.

### 촬영
배우를 사용한 로케신은 토론토, 온타리오, 펜실베니아와 영국 맨섬에서 기관차 캐릭터 등의 모형 장면은 캐나다에서 촬영이 진행됐다. 모형 기관차에 승차할 배우를 촬영 할 때 크로 마키가 사용되며, 디지털 합성 하여 영상이 제작되었다.  본작의 무대 중 하나인 샤이닝 타임 스테이션은 맨 섬 Castletown railway station을 개조한 것이었다.
시각 효과는 ' 스타 워즈 에피소드 5 / 제국의 역습 '등에도 참여 빌 닐이 다루어 출연 배우의 의상 디자인은 루이스 M · 세큐에라 가 제작했다.

### 캐스팅
애초 마라 윌슨 연기를 릴리가 자신의 자녀가 과거 경험한 "마법의 선로" 라고 말하는 기관차의 이야기를 들려주는 연출이 검토되고 있었기 때문에 내레이터는 릴리가 한다는 계획이었으나 결국 본작의 내레이터는 알렉 볼드윈 연기 미스터 지휘자가 기용되었다.
당시 원어 버전 텔레비전 시리즈는 내레이터의 일 인극 (이야기)에서 이야기가 진행되는 연출이 채용되고 있었지만, 본작에서는 일본어판과 마찬가지로 각 캐릭터에 각 성우를 기용하게 되었다. 브리트니가 촬영 중 만난 맨섬의 택시 드라이버를 토마스 역으로, TV 시리즈의 내레이터를 맡았던 마이클 안젤로 다람쥐 제임스와 퍼시 역에 기용했지만, 로스앤젤레스에서의 시사회에서 캐릭터에 목소리 이 늙어 있다고 비판이 올라 결국 토마스 역에는 캐나다인 배우 에드워드 글렌 제임스 역에는 여배우 수잔 로마 퍼시 역에는 성우 린다 발렌타인 이 기용되었다. 토마스 역의 오디션은 이완 맥그리거와 밥 호스킨스도 받고 있었다.

### 변경 · 삭제 장면
본작은 시사회 상영 시 감상자에서 여러 부정적인 의견이 올랐다. 그것을 받아 영상을 재구성 각본을 수정한 것이 극장 공개된 시사회 버전과 내용이 크게 달라질되었다. 또한 사전 제작 시점에서 등장 예정 이었으나 본편에서는 등장하지 않았던 캐릭터도 다수 존재한다.
극장 개봉 전 시사 용 버전에는 인간 측의 악역으로 중요한 캐릭터 "PTBoomer"(출연 : 더그 레녹스)이 존재했지만, 유아 감상자가 무서워 것이나 스토리가 어린 이용하지 않을 때 등의 비판에서 극장 공개 판에서는 등장 장면을 모두 삭제하고 캐릭터 자체의 존재가 없었던 것으로되고 계획되어 있던 피겨의 발매도 중단되었다 .  그러나 얼굴이 인식 할 수 없는 멀리 비치는 컷 등 일부 등장 장면은 삭제되지 않고 본편에서 사용되며, 일부 도서에서 삭제된 등장 장면을 확인할 수 있다.  또한 일본에서 극장 개봉 전에 제작 된 티저 영상과 미국의 극장 용 예고편에는 삭제된 장면이 일부 포함되어 있었다.  삭제 장면은 스토리 상 중요한 장면도 포함되어 있었기 때문에 공개된 본편에는 스토리로 불일치 점이 많고, 그 모순은 본작이 부정적인 평가를받는 원인의 하나가되었다.
당초 TV 시리즈에 등장했던 스팀 롤러 조지도 악역으로서 또, 같은 텔레비전 시리즈에 등장했다 크레인 크 랭키도 본작에 등장 할 예정 이었지만, 스토리 보드에 그려진만으로 실제 의 등장 장면은 촬영되지 않았다 .  또한 미공개 장면으로 주니어 미스터 지휘자에게 전화 종료 후 옆에 있는 선데이를 먹으려도 작고 마실 않고 선데이가 온몸에 흘러 버린다 "Sundae Surprise!  "이 (영미 버전은 DVD에 일본어 버전 미공개).
삭제 장면을 포함하면 당초의 본편 영상은 약 110분 있었다고한다 .  기타 표현의 시도로, 본작에서는 3DCG 기술을 이용하여 토마스들의 입을 움직 립싱크 하는 것도 검토되고 있었다.

### 평가 · 공개 후 전말
본작의 무대 샤이닝 타임 스테이션과 요정 차장 미스터 지휘자 등 설정 · 세계관은 앞서 미국의 프로그램 '샤이닝 타임 스테이션 "에서 유용한 것이었다 때문에이 프로그램의 방영 실적이 없었던 영국은 시청자가 그 설정을 받아 들일 어렵고, 또한 배우가 출연하는 로케신과 모형의 장면과의 연결의 위화감이나 난해한 스토리 등 비판이 올라 그 결과 영국 미국에서는 흥행 실패하여 본작의 감독 · 각본 · 프로듀서의 세 역을 맡은 브릿 실패의 책임 형태로 브리트니 올 크로프트 사장을 사임했다.
브릿 사장을 사임 후 사명을 가레인 사에 고쳐 곳마다의 자금 사정을 고려하여 양도가 기획되었다.  무엇 사인가이 후보에 올랐지 만 결국 2002년에 미국 · 영국 다국적 종합 엔터테인먼트 회사의 히트 엔터테인먼트 사에 인수되어 그 산하되었다.  브릿은 크리에이티브 컨설턴트로 히트 회사에 잔류하지만, TV 시리즈 6 시리즈 제작 종료 후 2003년에 은퇴했다.
영미 버전에서 각 캐릭터 성우를 할당 시도도 이후 TV 시리즈에서 계승하고, 2009년의 풀 CG 애니메이션까지 내레이터 혼자 이야기 방식이 이어졌다.

## 공개

### 해외
2000년 7월 14일에 영국과 아일랜드에서 2000년 7월 26일에 미국과 캐나다에서 극장 공개되었다.  또한 2000년 12월 14일에 호주에서 2001년 4월 7일에 뉴질랜드에서도 출시되었다.  전 세계 흥행 수입은 1970 만 달러 영국의 2 주째 시점에서의 수입은 17 만 파운드였다 .

### 영국
영국에서는 가가 · 휴맥스 등의 공동 배급으로 2000년 가을에 토호 양화 계에서 상영되었다.  제작은 후지 포토 코퍼레이션 과 토 후쿠 신 샤아 .  주요 직원 만 후지 TV에서 방송되고 있던 시점에서 직원이 기용되고, 연출은 칸노温夫 각본 · 번역에 사사 타에코와 구리하라 아들이 기용되고있다.  캐스트도 모두 마찬가지였다.  장편 차기작에서는 일본어 버전 제작 회사의 변경에 따라 성우가 변경되었기 때문에, 본작은 토다 케이코을 비롯한 후지 TV 제작 시대 이전 성우진이 기용된 유일한 장편 작품이다.  일본에서는 영미와 달리 공개 기간을 연장만큼 호평을 받았다.  그 후, NHK와 CS 방송에서 몇 번이나 텔레비전 방송되었다.  이때의 더빙 음성도 각 방송사마다 더빙이 새로 제작되는 것은없고, 극장 용 음원이 유용되었다.  또한 카툰 네트워크는 당초 4 : 3 스탠다드 사이즈에서 방영했지만, 2014년 4월 26일 방송에서는 와이드 스크린 크기에서 방영 변경되었다.

### 메이킹 영상
본작의 메이킹 영상은 영미 일본의 어느 국가의 DVD에수록되어 있지 않지만, 독일 판 DVD는 약 11 분의 메이킹 영상 가수록되어있다.  또한, 상기와는 다른 1 분 반 강 메이킹 영상이 AP ARCHIVE 의해 공개 된 .

## 등장 캐릭터

### 기관차

#### 증기 기관차
소도 철도 소속의 모자 경의 레귤러 기관차는 대부분이 등장하지만 에드워드가 등장하지 않는다 .
토마스
이번 작품의 주인공 파란 소형 탱크 기관차.  다른 동료보다 많은 활약을 펼쳤다.
마법의 선로를 통해서 머플 마운틴으로 건너갔다.
헨리
연두색의 대형 텐더식 증기 기관차.
사라진 기관차의 전설을 먼저 이야기하는 기관차이다.  보일러 상태가 나빠져, 토마스에 질 좋은 석탄 운반선을 가져와달라고한다 그 때 화차를 연결하려고 했지만 토마스는 화차를 하나 잃어버린다.  그 후, 토마스가 릴리를 데리고 빛나는 시간에가는 도중에 그 화차를 찾아 레이디에게 석탄이 사용된다.
고든
파란색 대형 텐더식 증기 기관차.
8초를 지각 한 토마스를 기다리고 있던 것으로 이야기가 시작된다.  평소에는 항상 뽐내고 있지만, 디젤 10이 나타났을 땐 떨리고 있었다
제임스
빨간 중형 텐더식 증기 기관차.
코가 가려워지고 지휘자에 코를 브러시로 긁어달라고했다.  디젤10은 "피곤한 색깔" 이라고 했지만, 차장은 "활기가 생기는 색깔 "이라고 했다.  다음 등장은 제련소에 있으며, 주니어와 함께 디젤 10에 몰린 때는 어떻게 든 무사히 탈출했다.  또한, TV 시리즈는 토마스에 대한 인칭은 "너"하지만 이번 작품 만 「너」라고 부르고 있었다 .
퍼시
연두색 소형 탱크 기관차.
토마스와 단짝 기관차.  토마스에 "용감한 기관차 이니까 '라는 이유로 차량을 정지 디젤에서 지키도록 강요했다 (이때 본인도"잊고 있었다 "고 말했다).
토비
나이든 나무로 만든 갈색 소형 노면 기관차.
디젤 10의 농간을 듣고 종을 울려 디젤 10 우리를 혼란시키고 즐겁게했다.  고든뿐만 아니라 만화 판에서는 인칭이 '나'이다.

### 새로운 캐릭터
레인보우 산(Rainbow Mountain)
샤이닝 타임 철도를 달리고있는 대형 텐더 식 증기 기관차.  이번 작품 밖에 등장하지 않는다.
레이디(Lady)
머플 마운틴에서 잠 들었다 "사라진 기관차"  색상은 보라색 색과 금색.  기차 그림책 토마스 통해 처음 등장한 여자의 증기 기관차.
예전에는 소도 섬과 샤이닝 타임을 잇는 마법의 선로를 달리고 있었다.  그러나 디젤 10에 찢겨지게 된다.
작중에서는 첫 등장했을 때 얼굴이 없다.  어떤 석탄을 사용해도 움직일 수 없었다.
종반의 방법에 의해 시작에 성공.  바넷이 마법을 믿어지는 마음을 되찾았다 때 토마스들처럼 얼굴이 나타났다.  주행할 때 아름다운 깎기 쓰레기를 저어.  이것은 하나 마법 가루의 원료가되었다.
디젤 10
난폭한 디젤기관차.  이번 작품의 악당 .  그의 핀치로 무엇이든 파괴 해 버린다.  설탕에 약하고 셜탕을 그의 탱크에 넣으면 기동이 멈추는 것이 약점.  부하 스플레터와 돗지의 이름을 하나씩 부르 틈이 없기 때문에 그들을 '스플로지 "라고 부르고있다.
이번 작품에서는 일반적으로 "디젤"라고되어 있으며, 10으로 불린 것은 처음에 고든에게 불린 때만.  또한 토마스 '민들레 머리 "토비를"주전자 "레이디를"사라진 기관차'미스터 지휘자를 「킨키 라 놈 "이라고 불렀다 .
결국 건너려고 한 다리가 무너지고 선로의 중간을 잡는도 자중을 참지 못하고, 선로가 토막 석탄 실은 배가 낙하 자멸한다.  그냥 어딘가에 실려 도전적 버렸다.
스플래터
돗지와 쌍둥이 재 보라색 소형 디젤 기관차.  디젤 10의 앞잡이이다.  마지막은 엉뚱한 말만 디젤 10에 정나미가 떨어지게되었다.  다시이 골칫거리.  사실 돗지와 마찬가지로 어딘가 빈둥 빈둥 느낌 성격이다.  이번 작품 밖에 등장하지 않는다.
돗지
튀김과 쌍둥이 올리브 소형 디젤 기관차.  디젤 10의 앞잡이이다.  마지막은 엉뚱한 말만 디젤 10에 정나미가 떨어지게되었다.  다시이 골칫거리.  사실 튀김과 마찬가지로 어딘가 빈둥 빈둥 느낌 성격이다.  이번 작품 밖에 등장하지 않는다.

### 객차
애니
클라 라벨
오렌지 객차.  토마스 주니어를 만난 후, 두어 모조되는데 후 퍼시에 포착된다.

### 자동차
바티
빨간 미니 버스.  토마스 또한 경쟁하도록 초대가 거절 당했다 (단,이 때 '라는 것은 나의 승리 다 "라고 허세를 말했다).  그 후, 토마스가 마차를 없앤 것을 퍼시에게 전하고있다 .

### 헬리콥터
해롤드
하얀 헬리콥터.  한 장면 만 등장.  디젤 10がくしゃみ가루를 뿌렸다 때문에 그가 날아가 후 토마스는 바보 튀김이나 돗지까지 끌어 들여 재채기 폭풍을 일으키고 말았다.  두 번째 시즌에서 첫 등장한 유일한 캐릭터.

### 실사 인물
톱 햄 햇 경은 본인이 등장하지 않고, 배경 벽에 장식되어있는 일러스트와 전화 너머로 나온다는 연출 (목소리 만 등장으로 이야기하고있는 내용은 알아들을 수)이다.  덧붙여 본작에서는 토마스를 비롯한 기관차는 기관사가 타고 있지 않은 .
미스터 지휘자
휴가를 보내고 상위 햄 햇 경에 변경 토마스들의 처리 차장.  샤이닝 타임은 요정처럼 작은 몸을 하고 있지만, 소도 섬에서는 적당한 크기이다.  디젤 10 만 억제되는 인간 이었지만, 마법의 가루가 서서히 고갈 버렸 빛나는 시간에 돌아갈 수 없게 됐고, 디젤 10도 위협하게 된다.  또한 분말을 찾아 헤매는 안에 잃었, 감기 움직일 수 없게되어 버렸다.  마지막 릴리 우리의 협력을 통해 레이디가 부활 마법 가루도 무사히 입수 빛나는 시간에 귀환했다.
버넷 스톤
움직이지 못하게 된 레이디를 지키고있는 남자.  젊은 시절 소도 섬에서 디젤 10에서 레이디를 놓치려고했지만 실패.  충격을받은 일이나, 아내 타샤을 잃은 것으로 건강을 잃어 버리고 있었지만, 손자 릴리와 패치의 협력에서 레이디가 부활 한 것으로 마음을 되 찾는다.  마지막은 디젤 10에서 멋진 레이디를 해제했다.
릴리
바넷의 손녀.  부모님과 함께 대도시에서 살고있다.  할아버지를 만나러가는 위해 머플 산에 가려고하지만 빛나는 시간에 와서 버려, 그래서 주니어와 만난 것을 계기로 이상한 체험을한다.  모르고 마법의 가루를 얻는 방법을 해내 결과적으로 지휘자들을 저장한다.
주니어
미스터 지휘자의 사촌.  하와이에서 바캉스를 하고 있었지만, 핀치에 빠진 지휘자로 불린다.  톱 햄 햇 경을 "모자 야"라고 부르고있다.  토마스와 마지막으로 만났을 때 토마스의 굴뚝 파티 크래커를 포장하고 있던 것 같아서, 토마스에서 조금 미움 받고있다.  디젤 10에서 도망 길에 그의 마법의 가루도 다해 버려, 지휘자와 함께 어지러 울되었다.  골수 날라리이며, 그것이 화가되어 디젤 10에 휩쓸려, 제임스와 함께 제련소에 몰린 어떻게 든 무사히 달아 나지했다.  목초 알레르기이거나, 멀미가되는 등 몸이 튼튼하지 않은 모습.
스테이시
샤이닝 타임으로 일하는 여성 역장.  지휘자는 구면의 사이.
빌리
스테이시와 같이 빛나는 시간 역에서 일하는 기관사에서 지휘자 알게.
패치
빛나는 시간 역에서 심부름을 하고있는 소년.  마음을 닫아 버린 버넷을 걱정하고있다.  레이디를 찾은 것을 계기로 그는 또한 이상한 사건을 경험한다.
타샤
바넷의 소꿉 친구에서 아내.  어린 시절 버넷 그녀에게 소도 섬에 데려 간다고 약속하지만, 실현되지 않고 평생을 완수했다.
릴리의 엄마
릴리의 어머니.  이름과 바넷의 딸인지는 불명.  임신을 위한 릴리의 여행에 동행하지 않고, 역으로 그녀를 배웅했다.

### 기타
구르는 잔디
인간에서도 기관차도 아닌 살아있는 잔디.  "마법의 선로"로 이어지는 기둥 근처에서 헤매고 퍼시와 토마스를 놀라게했다.

### 조연 캐릭터
카메오 출연 · 이름 만 · 미공개 장면에만 등장한다.
헨리에타
오렌지 객차 (하지만 시즌 3 '칭찬 않았다 제임스'에서 퍼시가 걸려 있었다).
마차들
토마스들이 당기는 석탄을 실은 마차 .  토마스가 기둥에서 잃어버린 마차가 큰 역할을한다.  처음에는 마차 들이 등장하지만, 말 은 한마디도 말하지 않았다 .
이번 작품에서는 부렌다무 항구가 아닌 스냅 포드있다.
톱햄햇경
회화와 전화 목소리 만 등장.  햇 경 부인도 사진 뿐이지 만 등장하고있다.
머드
패치 애완견.  릴리 주니어 보지시키기 위해 샤이닝 타임 행 열차를 안내한다.

</br> 상기 캐릭터의 내 텔레비전 시리즈에 등장하는 캐릭터에 대해서는 토마스 · 기차 그림책의 등장 캐릭터를 참조하십시오.

## 캐스팅
| 캐릭터        | 배우 · 성우            | 한국어 더빙판      |
| ------------- | ---------------------- | ------------------ |
| 미스터 지휘자 | 알렉 볼드윈            | 에바 라 마사시     |
| 내레이터      | 알렉 볼드윈            | 모리모토 레오      |
| 버넷 스톤     | 피터 폰다              | 오가와 신지        |
| 릴리          | 마라 윌슨              | 쿠와 시마 호코     |
| 주니어        | 마이클 E 로저스        | 히라 타 히로아키   |
| 스테이시      | 디디 컴                | 아다치 시노부      |
| 패치          | 코디 · 마쿠마인즈      | 호시 소이치로      |
| 바넷 소년     | 제라드 월              | 아사노 마유미      |
| 타샤          | 로라 바우어            | 시라토리 유리      |
| 빌리          | 러셀 민스              | 오자키紀世彦       |
| 토마스        | 에드워드 글렌          | 토다 케이코        |
| 릴리의 엄마   | 로리 해리어            | 토다 케이코        |
| 고든          | 닐 복제                | 우츠미 켄지        |
| 디젤 10       | 닐 복제                | 마츠오銀三         |
| 튀김          | 닐 복제                | 반도 나오키        |
| 구르는 잔디   | 닐 복제                | 中友子             |
| 애니          | 셸리 엘리자베스 스키너 | 中友子             |
| 클라 라벨     | 셸리 엘리자베스 스키너 | 나카지마 천리      |
| 퍼시          | 린다 발렌타인          | 나카지마 천리      |
| 제임스        | 수잔 로마              | 숲功至             |
| 헨리          | 케빈 프랭크            | 호리 카와 료       |
| 어느 쪽       | 케빈 프랭크            | 이와사키 히로시    |
| 해롤드        | 케빈 프랭크            | 사토佑暉           |
| 바 티         | 케빈 프랭크            | 미도리 카와 히카루 |
| 토비          | 콜름 피오              | 川津야스히코       |
| 레이디        | 브리트니 올 크로프트   | 와타나베 마리나    |

## BGM
극장판에서는 전용 곡을 새롭게 제작되었다.  작곡은 하미 맨.
| 영어 제목                                | 한국어 더빙판             | 참고                                                      |
| ---------------------------------------- | ------------------------- | --------------------------------------------------------- |
| He 's A Really Useful Engine             | 駒田소개 · 쿠와 시마 호코 | 텔레비전 시리즈 삽입곡 "도움 기관차 '가사 수정, 편곡 버전 |
| Shining Time                             | 오자키紀世彦              |                                                           |
| I Know How the Moon Must Feel            | 쿠와 시마 호코            |                                                           |
| Some Things Never Leave You              |                           |                                                           |
| Summer Sunday                            | 駒田시작                  | 기성 곡의 유용                                            |
| The Locomotion                           |                           | 기성 곡의 유용                                            |
| Main Title                               |                           |                                                           |
| Lily Travels to Sodor                    |                           |                                                           |
| Burnett and Lady, Diesel 10 and Splodge  |                           |                                                           |
| Diesel 10 Threatens Mr. C Lily and Patch |                           |                                                           |
| Through the Magic Buffers                |                           |                                                           |
| The Chase, The Clue & The Happy Ending   |                           |                                                           |

### 수록 소프트
| 발매            | 하드 | 앨범 이름                                                                         |
| --------------- | ---- | --------------------------------------------------------------------------------- |
| 2000년 8월 1일  | CD   | Thomas & The Magic Railroad : Original Motion Picture Soundtrack (North America)  |
| 2001년 7월 17일 | CD   | Thomas & The Magic Railroad : Original Motion Picture Soundtrack (United Kingdom) |

### 기타
"Old MacDiesel"
유쾌한 목장 (Old MacDonald Had a Farm)의 가사 만 바꾼 노래.
토마스 미스터 지휘자를 마중 한 후 디젤 10 노래.
"I 've Been Working on the Railroad"
선로는 계속 어디 까지라도 (I 've Been Working on the Railroad).  기성 곡의 유용.
토마스와 퍼시가 마법의 기둥에 대한 대화를 엿 들었다 후에 디젤 10 노래.

### 내용주
1. ↑   덧붙여서 " 高戸靖広 가"도움 기관차 '를 부르고있다」라고하는 것은 실수이며,이 곡을 노래하고있는 것은 駒田소개와 쿠와 시마 호코이다.
2. ↑   제 1 시즌 "헨리 석탄 '에서 처음받은 것을 그대로 사용하고있다.
3. ↑   하지만 그 이전에 텔레비전 시리즈 시즌 2 '퍼시와 신호」제 4 시즌 "불독"및 제 5 시즌 "고든 창'에서도 퍼시를 '너'라고 부르고 적도 (3 회 정도), 토마스와 헨리 등으로부터 "너"취급을하는 쪽도되어 있었다.
4. ↑   유래는 모두 불명.
5. ↑   사실 그 장면은 없지만, 토마스가 퍼시에게 얘기했을 때 밝혀진다.
6. ↑   버티의 운전자는 적지 만 약간 비쳐있다.
7. ↑   얼굴 표정만으로의 등장이었다.